# Charles Yosei Muneria
Charles Yosei Muneria, né le 10 février 1996, est un athlète kényan.

## Carrière
Il est médaillé de bronze en individuel et médaillé d'or par équipes aux Championnats d'Afrique de cross-country 2016 à Yaoundé. Il est ensuite éliminé en séries du 5 000 mètres masculin aux Jeux olympiques d'été de 2016 à Rio de Janeiro.
Il termine deuxième du semi-marathon des Jeux africains de plage de 2019 à Sal.